# セルゲイ・サモイロビッチ
セルゲイ・サモイロビッチ（Sergei Samoilovich、1984年10月6日- ）は、ロシア出身の柔道家。階級は100kg級。

## 人物
2009年のユニバーシアード100kg級で3位になった。2011年には世界ランク上位選手で争われるワールドマスターズの決勝で同じロシアのタギル・ハイブラエフを破って優勝した。世界選手権では準々決勝でハイブラエフに敗れるなどして7位だった。グランドスラム・東京では優勝を飾った。2012年のワールドマスターズとグランドスラム・モスクワでは3位だったが、ロンドンオリンピックは世界チャンピオンとなったハイブラエフが代表となったために出場できなかった。

## 主な戦績
- 2009年 - ユニバーシアード 3位
- 2009年 - ワールドカップ・バクー 優勝
- 2010年 - グランドスラム・パリ 2位
- 2010年 - オランダ国際 3位
- 2010年 - グランプリ・青島 優勝
- 2011年 - ワールドマスターズ 優勝
- 2011年 - グランドスラム・リオデジャネイロ 2位
- 2011年 - 世界選手権 7位
- 2011年 - グランドスラム・東京 優勝
- 2012年 - ワールドマスターズ 3位
- 2012年 - グランドスラム・モスクワ 3位
- 2012年 - ワールドカップ・リスボン 優勝
- 2012年 - 世界警察柔道選手権大会 優勝
- 2012年 - グランプリ・アブダビ 優勝
- 2013年 - ワールドマスターズ 5位

（出典）